# Falemîci, Volodîmîr-Volînskîi
Falemîci (în ucraineană Фалемичі, poloneză Falemicze) este un sat în comuna Zîmne din raionul Volodîmîr-Volînskîi, regiunea Volînia, Ucraina.

## Demografie
Componența lingvistică a localității Falemîci
     Ucraineană (97,4%)
     Rusă (1,73%)
     Alte limbi (0,87%)
Conform recensământului din 2001, majoritatea populației localității Falemîci era vorbitoare de ucraineană (97,4%), existând în minoritate și vorbitori de rusă (1,73%).